# Christian Bobin
Christian Bobin, francuski književnik. Autor romana Živa više nego ikada (na hrv. prevela Marija Benedikta Matošević), posvećenog svojoj prijateljici nakon njezine smrti. Djelo je himan životu i ljubavi, pjesma divnoj, običnoj i jedinstvenoj Ghislaine koja je tako blizu poljskim ljiljanima i nebeskim pticama o kojima govori Evanđelje. Bobin je u Hrvata posebno postao poznat po poetiziranome životopisu sv. Franje Asiškoga kojega je 2001. redatelj Rene Medvešek uzeo kao predložak za sjajnu predstavu „Brat magarac“.